# Live in Concert (Wiz Khalifa e Curren$y)
Live in Concert è un EP collaborativo dei rapper statunitensi Wiz Khalifa e Curren$y, pubblicato nel 2013. Il titolo è ingannevole perché il progetto non è composto da brani registrati in concerto: in origine l'EP doveva essere un mixtape distribuito gratuitamente online.
L'EP vende 13 000 copie nella sua prima settimana, entrando direttamente alla posizione 30 della Billboard 200. Nella sua seconda settimana vende 4 200 copie, arrivando a un totale di 18.000 alla fine di aprile 2013.
| Recensione | Giudizio   |
| ---------- | ---------- |
| AllMusic   | favorevole |
| HipHopDX   | [ 4 ]      |
| XXL        | [ 5 ]      |

## Tracce
1. Cabana – 3:03
2. Landing – 3:39
3. The Blend – 3:59
4. Toast – 3:47
5. Revenge and Cake – 5:08
6. For Her – 4:32

## Classifiche settimanali
| Classifica (2013)         | Posizione massima |
| ------------------------- | ----------------- |
| Stati Uniti               | 30                |
| US Digital Albums         | 9                 |
| US Top Rap Albums         | 7                 |
| US Top R&B/Hip-Hop Albums | 8                 |